# Vittorio Brondi
Vittorio Brondi (Altare, 2 aprile 1863 – Torino, 27 marzo 1932) è stato un politico italiano.
Fu senatore del Regno d'Italia nella XXVI legislatura, preside della facoltà di giurisprudenza a Torino dal 1916 al 1919 e poi rettore dell'Università di Torino dal 1922 al 1924.

## Biografia
Nativo del borgo ligure di Altare, all'epoca in provincia di Genova, conseguì gli studi ginnasiali a Carcare presso le locali Scuole Pie e gli studi liceali a Savona; sarà nel 1886 che all'Università di Torino conseguì la laurea in Giurisprudenza. Proprio nell'ateneo torinese insegnerà in seguito diritto amministrativo fino ad assumere tra il 1916 e il 1919 la carica di preside della facoltà e quindi rettore tra il 1922 e il 1924.
Grazie alla sua adeguata e dimostrata preparazione nel campo culturale umanistico - uno dei suoi trattati (Assistenza Legale) divenne per gli illuminari dell'epoca uno dei principali punti di riferimento - lo porterà a partecipare al Consiglio Superiore dell'Assistenza e Beneficenza Pubblica e, per conto del governo, ai Congressi Internazionali di Parigi, Copenaghen e Londra.
Il 16 ottobre del 1922 fu nominato senatore del Regno d'Italia quasi in contemporanea con l'avvento del Ventennio fascista in Italia.